# La Fajolle
La Fajolle ist eine französische Gemeinde mit 13 Einwohnern (Stand 1. Januar 2022) im Département Aude in der Region Okzitanien (vor 2016 Languedoc-Roussillon). Sie gehört zum Kanton La Haute-Vallée de l’Aude im Arrondissement Limoux. 
Sie grenzt im Nordwesten, im Norden und im Osten an Mérial, im Südosten an Mijanès, im Süden und im Südwesten an Ascou und im Westen an Sorgeat. Die Bewohner nennen sich Fajollois oder Fajolloises.

## Bevölkerungsentwicklung
| Jahr      | 1962 | 1968 | 1975 | 1982 | 1990 | 1999 | 2008 | 2019 |
| --------- | ---- | ---- | ---- | ---- | ---- | ---- | ---- | ---- |
| Einwohner | 58   | 48   | 29   | 20   | 12   | 10   | 14   | 12   |

Impressionen aus La Fajolle
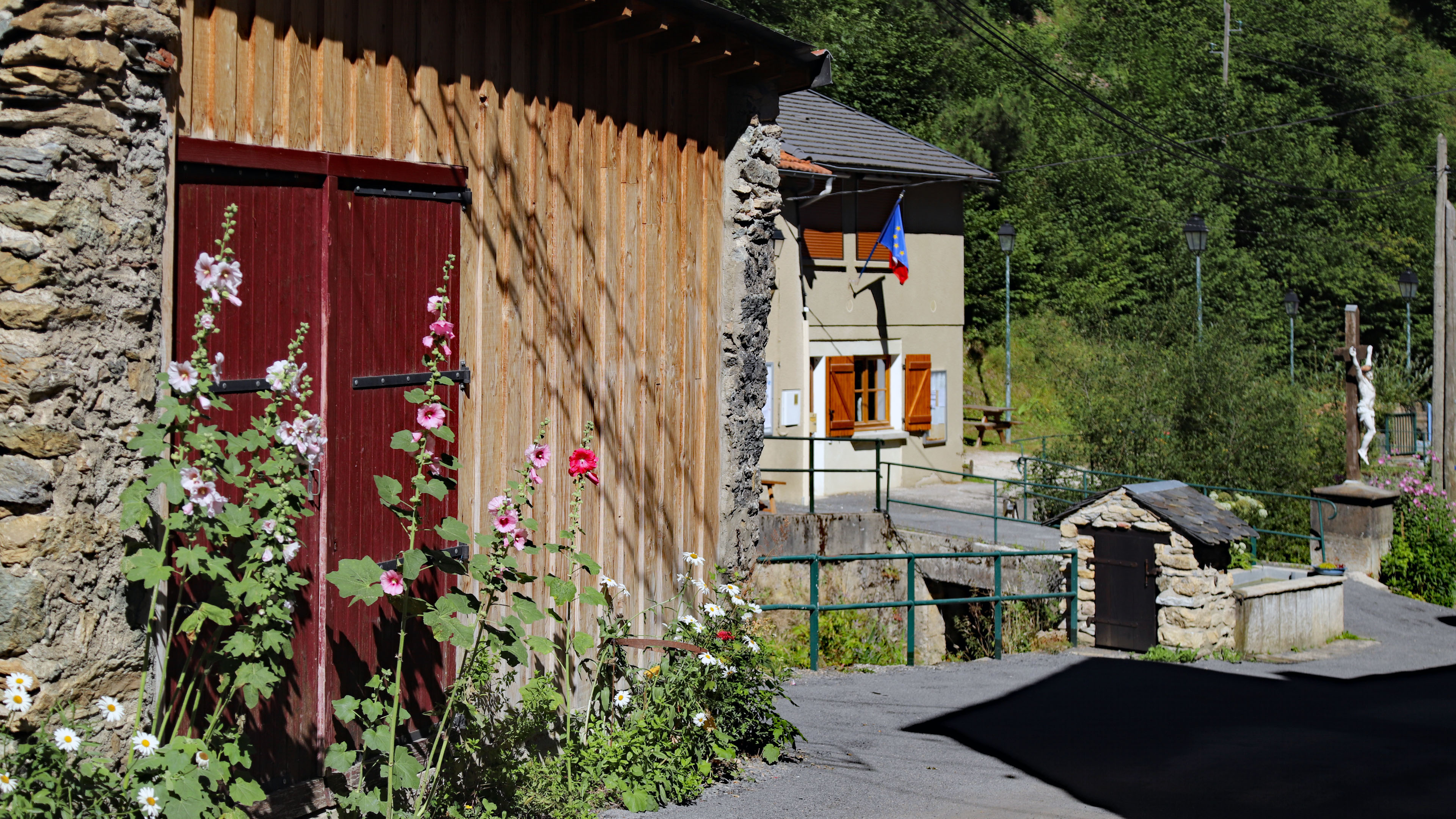
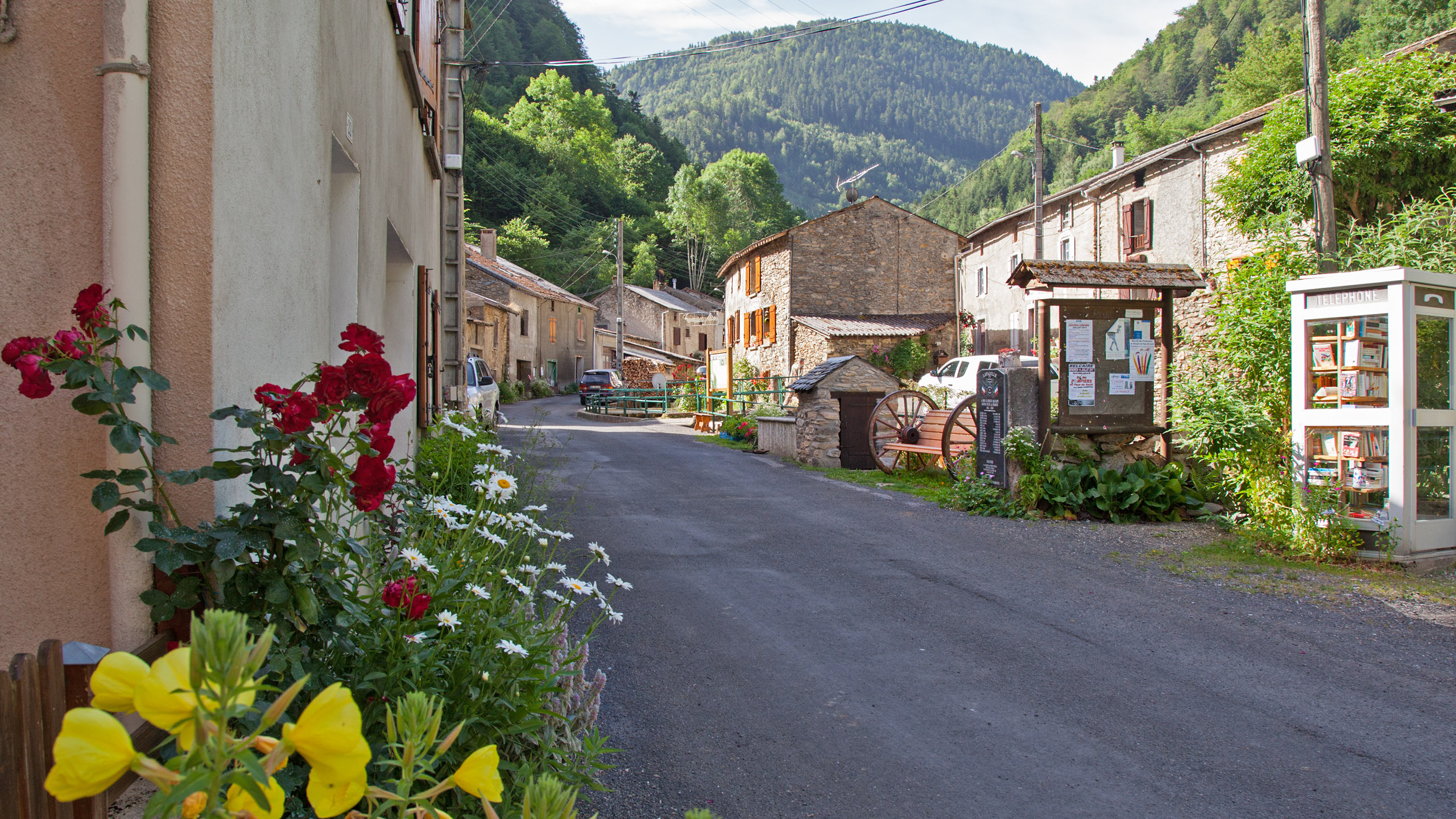
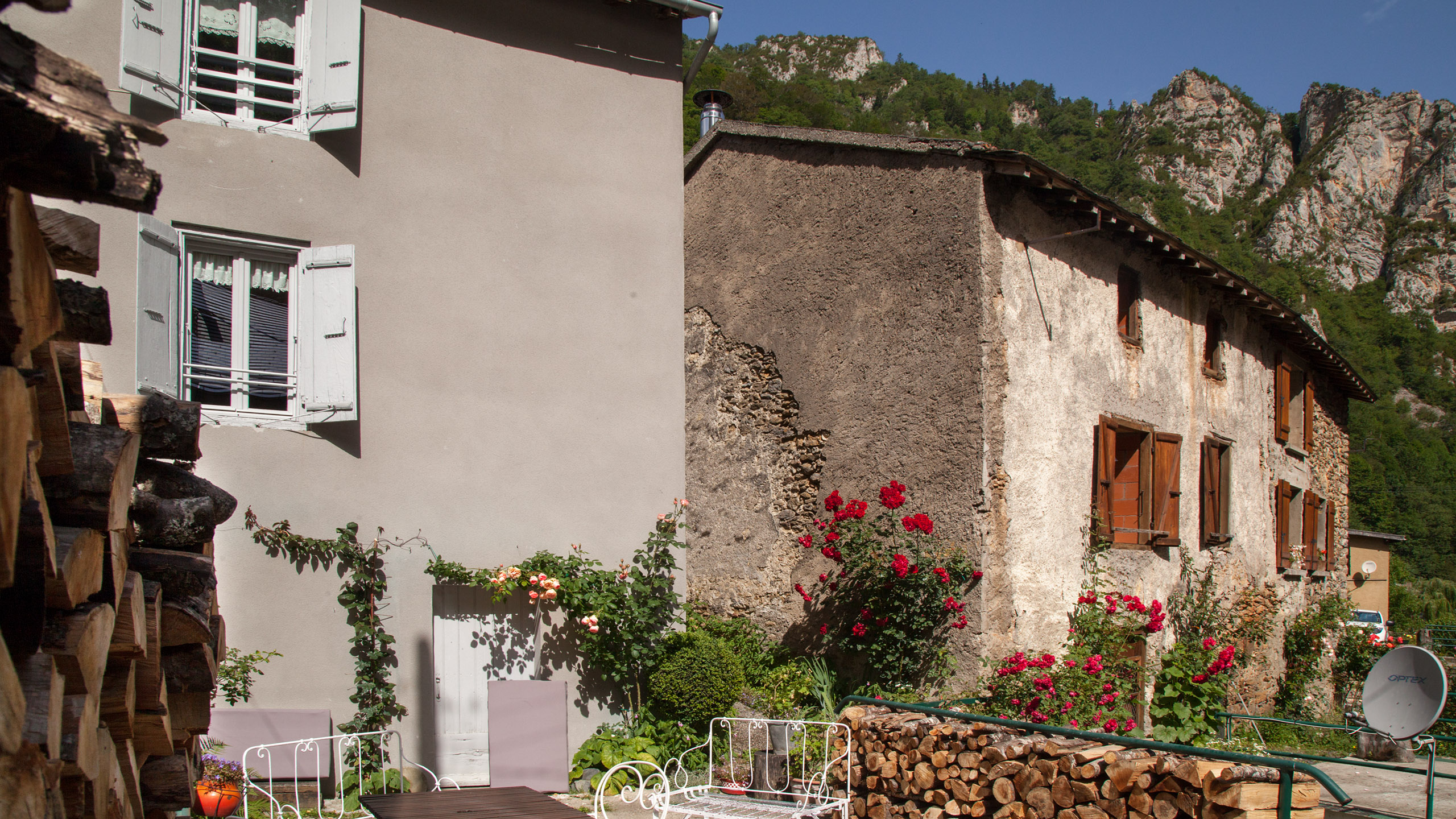